# 멋진 친구들 Ⅱ
《멋진 친구들 Ⅱ》는 	2001년 4월 30일부터 2001년 11월 2일까지 KBS2에서 방영된 시트콤이다. 한국방송공사의 방송국 PD들의 일과 사랑에 대한 시트콤이자 《멋진 친구들》의 후속편이기도 하다.
시즌 1 출연진에 속했던 이휘재 남희석 유재석 등을 보유한 매니지먼트사 싸이더스 측이 계약기간 만료를 이유로 소속 개그맨들을 출연에서 모두 제외시켜 줄 것을 요청함에 따라 2001년 봄 개편부터 해당 제목으로 바꾸고 시간대도 7시 30분으로 바뀌었으나 방송사 간부와 제작진이 시트콤에 대해 무지함 때문인지 6~7%대의 시청률로 기대 이하의 성적에 그쳤다.

## 출연진
- 임현식
- 박시은
- 김재인
- 송승환
- 윤지숙
- 권민중
- 강래연
- 조은숙
- 남창희
- 정경순
- 류수영
- 홍기훈
- 김홍표
- 임서연
- 김기현
- 오유나
- 송은이
- 윤혜경
- 김하균

### 특별출연
- 홍수현
- 한희
- 심지호 : 성준 역
- 이혁재
- 허영란
- 최우혁
- 구본영
- 이재룡
- 이승연
- 황인영
- 한고은
- 김정균
- 이의정
- 윤다훈
- 강성범
- 클릭비
- 신화
- 김윤경
- god
- 이유진
- 강병규
- 이윤석
- 곽정욱
- 고호경
- 김지연
- 김혁
- 온조
- 비류
- 이매리
- 하다솜
- 이칸희